# Sparta (Ohio)
Sparta es una villa ubicada en el condado de Morrow en el estado estadounidense de Ohio. En el Censo de 2010 tenía una población de 161 habitantes y una densidad poblacional de 714,51 personas por km².

## Geografía
Sparta se encuentra ubicada en las coordenadas 40°23′40″N 82°41′59″O / 40.39444, -82.69972. Según la Oficina del Censo de los Estados Unidos, Sparta tiene una superficie total de 0.23 km², de la cual 0.23 km² corresponden a tierra firme y (0%) 0 km² es agua.

## Demografía
Según el censo de 2010, había 161 personas residiendo en Sparta. La densidad de población era de 714,51 hab./km². De los 161 habitantes, Sparta estaba compuesto por el 95.65% blancos, el 1.86% eran afroamericanos, el 0% eran amerindios, el 0% eran asiáticos, el 0% eran isleños del Pacífico, el 0.62% eran de otras razas y el 1.86% pertenecían a dos o más razas. Del total de la población el 0.62% eran hispanos o latinos de cualquier raza.